# Ley de Promoción de Alimentación Saludable para Niños, Niñas y Adolescentes
La Ley de Promoción de Alimentación Saludable para Niños, Niñas y Adolescentes, conocida como «ley de alimentación saludable», se aplica en Perú desde 2013 por el D.S. N.º 017-2017-SA. En esta ley el Ministerio de Salud supervisa y toma acciones contra la publicidad infantil que fomenta el consumo de alimentos empaquetados y bebidas no alcohólicas con niveles altos de azúcar, sodio y grasas saturadas y que lleven grasas trans.
La reglamentación, incluido el uso de octógonos de advertencia, se anunció oficialmente en 2018 a partir de la ley chilena 20.066 que fue la primera en impelentarlos. Entró en vigencia el 17 de junio de 2019 en empaquetes de productos sólidos y líquidos al público general.

## Historia
Según un estudio de Concortv, las organizaciones de alimentos y bebidas que conforman el 85 % de la publicidad del sector suscribieron, entre 2011 y 2012, acuerdos de autorregulación con el fin de difundir, de manera responsable, publicidad que alcance a los niños de doce años.
Posteriormente, el congresista Jaime Delgado propuso una nueva ley en 2013. La propuesta tenía relación con el crecimiento de la obesidad infantil en el Perú, afectando a 2,5 millones de niños. Más adelante se promulgó la ley en El Peruano mediante Decreto Supremo el 17 de mayo del 2013. En 2017, Gestión reportó que gremios empresariales mostraron rechazo al proyecto.
En marzo de 2018, la banca mayoritaria de Fuerza Popular se opuso al diseño de los octógonos de advertencia en el Congreso. En abril, un mes después, el Congreso retomó el desarrollo de la ley, proponiendo el etiquetado de advertencias basadas en colores semáforo. En junio de 2018 se rechazó la propuesta reemplazando a colores blanco y negro. En junio de 2019 el Gobierno modificó la ley mediante Decreto Supremo N.º 015-2019 para anunciar la obligación de octógonos de advertencia. En ese mes la Comisión de Defensa del Consumidor se propuso aplicar también en productos de comida rápida, caso que se archivo tiempo después.

## Contenido

### Ley n.° 30021
Esta ley de 16 artículos comprende los siguientes puntos:
- Empleo de los términos como "alimentación saludable" y "publicidad en niños y adolescentes".
- Creación del Observatorio de Nutrición y de Estudio del Sobrepeso y Obesidad integrado por el Ministerio de Salud, representantes de universidades públicas y privadas y el Colegio de Nutricionistas del Perú.[14]
- Promoción de comedores saludables en instituciones educativas y hospitales.[10][15] Los quioscos no venderán a niños productos con octógonos de advertencia.[16]
- Promoción del deporte y actividad física.
- Principio de veracidad publicitaria.[17] Indecopi supervisará e impondrá sanciones, desde 700 UIT si se omiten el uso de los rotulados.[18][19]
- Fiscalización del Ministerio de Salud en el registro sanitario, con la creación de la Ventanilla Única de Comercio Exterior.[5][16]

### Manual de advertencias publicitarias
El 16 de junio de 2018 mediante Decreto Supremo N.º 012-2018-SA se anunció el Manual de Advertencias Publicitarias representado en octógonos, que recibió una modificación al año siguiente para el artículo 10 de la Ley 30021. En este Decreto indica que las advertencias se ubican en la parte superior derecha de la cara frontal del envase, en caso de que no estén impresas se les colocará un adhesivo provisional. Además, los anuncios publicitarios en medios de comunicación y redes sociales que contengan los productos seleccionados deberán resaltar las frases de advertencia durante o al finalizar el anuncio.
En esta región, cuyos lados son de 2 a 3 centímetros, llevará los octógonos y recuadros de colores negro y blanco. En la primera sección indicará cada octógono que si es "Alto en [...]" con un recuadro debajo de ellos, cuyo texto final es "Evitar su consumo excesivo". En la sección aparte llevará el aviso "Contiene grasas trans" con el texto "Evitar su consumo". El texto es legible con tipografía Helvética y el tamaño de octógono depende del área frontal del empaque. En la parte posterior del empaque también llevará los octógonos de advertencia junto a una tabla nutricional.
En el caso de bebidas retornables, se imprimirá el octógono "Alto en azúcar" en la tapa cuando correspondan.

### Productos etiquetados
El etiquetado de advertencias que corresponde en la tabla entró en vigencia en productos seleccionados fabricados desde el 17 de junio de 2019. El rotulado corresponde a aquellos productos que igualan o superan las cantidades indicadas en alimentos sólidos o líquidos. No obstante, los vendedores de barrio seguirán ofreciendo los productos sin etiquetar hasta junio de 2020. Pasado los 36 meses de la ley vigente, el 17 de septiembre de 2022 el etiquetado aplicará a los productos que igualan o superan nuevas cantidades.
| Etiquetado                                                      | Sodio                                                                                      | Azúcar                                                                                   | Grasas saturadas                                                                     | Grasas trans                                      |
| --------------------------------------------------------------- | ------------------------------------------------------------------------------------------ | ---------------------------------------------------------------------------------------- | ------------------------------------------------------------------------------------ | ------------------------------------------------- |
| Alto en [...] Evitar su consumo excesivo (productos sólidos)    | 800 mg/100g (desde el 17 de junio de 2019) 400 mg/100g (desde el 17 de septiembre de 2022) | 22.5 g/100g (desde el 17 de junio de 2019) 10 g/100g (desde el 17 de septiembre de 2022) | 6 g/100g (desde el 17 de junio de 2019) 4 g/100g (desde el 17 de septiembre de 2022) | No aplica                                         |
| Alto en [...] Evitar su consumo excesivo (productos líquidos)   | 100 mg/100ml (desde el 17 de junio de 2019)                                                | 6 g/100ml (desde el 17 de junio de 2019) 5 g/100ml (desde el 17 de septiembre de 2022)   | 3 g/100ml (desde el 17 de junio de 2019)                                             | No aplica                                         |
| Contiene [...] Evitar su consumo (productos sólidos y líquidos) | No aplica                                                                                  | No aplica                                                                                | No aplica                                                                            | 5 g/100g 5 g/100ml (desde el 17 de junio de 2019) |

Nota sobre ácidos grasos trans en alimentos procesados: La cantidad de 5 gramos por cada 100 mililitros o 100 gramos es acorde a la normativa vigente, según el Decreto Supremo N.º 033-2016-SA. En el caso de aceites vegetales y margarinas la cantidad tolerada es de 2 gramos por cada 100 mililitros o 100 gramos.
Esta normativa exonera a las bebidas alcohólicas, debido a que no están orientados al público infantil; los alimentos de origen natural, suplementos a la lactancia materna bajo en azúcar y aquellos regidos por el Codex Alimentarius. Sobre el tema de etiquetado de lactancia materna, el Ministerio Público propuso refutar cualquier norma que exonera a tal tipo de producto, en que la Corte Suprema declaró en 2018 que los suplementos deben llevar advertencias si exceden las cantidades mínimas como un alimento corriente.
En 2023, se estableció que el etiquetado contará con pegatinas a productos importados o producidos por MYPES.

## Impacto
Desde la implementación de los octógonos, productos de las empresas Coca-Cola, Nestlé y Alicorp redujeron la cantidad de elementos químicos a niveles tolerables por la ley. Sin embargo, empresas dedicadas al sector del chocolate criticaron este medida; Lisi Montoya, gerente general de Shatell, comentó que el alto contenido de grasas saturadas del cacao "son grasas buenas, que suben el colesterol bueno y bajan el malo" y critica que sus productos etiquetados con los octógonos "son tratados como grasa de cerdo".
En julio de 2019 un estudio de Kantar Worldpanel señala que el 67% de los encuestados peruanos, concluye que "las familias peruanas han evidenciado una respuesta prudente en la elección de su dieta, orientando sus hábitos alimenticios hacia otros más saludable". A agosto de 2019 Indecopi detectó 164 productos que ignoraron el etiquetado de advertencia.